# Reith (Gemeinde Annaberg)
Reith (früher: Am Reit) ist eine Ortschaft in der  Katastralgemeinde Langseitenrotte der Gemeinde Annaberg in Niederösterreich.

## Geografie
Das Dorf befindet sich westlich des Hauptortes Annaberg und wird von der Mariazeller Straße B20 erschlossen. Reith liegt an der Mariazellerbahn, die hier den Reithsattel überwindet. Im Ort befindet sich auch der Bahnhof Annaberg-Reith.
Reith hat zwar Ortstafeln mit dieser Bezeichnung, aber keinen eigenen Adressbereich, die Gebäude sind mit Langseitenrotte adressiert.

## Geschichte
Laut Adressbuch von Österreich waren im Jahr 1938 in Reith ein Arzt, ein Tierarzt, zwei Verkehrsunternehmer, ein Gastwirt, zwei Gemischtwarenhändler, ein Schuster und mehrere Landwirte ansässig. Zudem gab es ein Sägewerk und zwei Beherbergungsbetriebe.